# سفارة أوكرانيا في مصر
سفارة أوكرانيا في مصر هي أرفع تمثيل دبلوماسي لدولة أوكرانيا لدى مصر. تقع السفارة في محافظة القاهرة وهي تهدف لتعزيز المصالح الأوكرانية في مصر.

## وصلات خارجية
- الموقع الرسمي
- قائمة سفارات أوكرانيا
- قائمة السفارات في مصر